# Ousmane Dieng

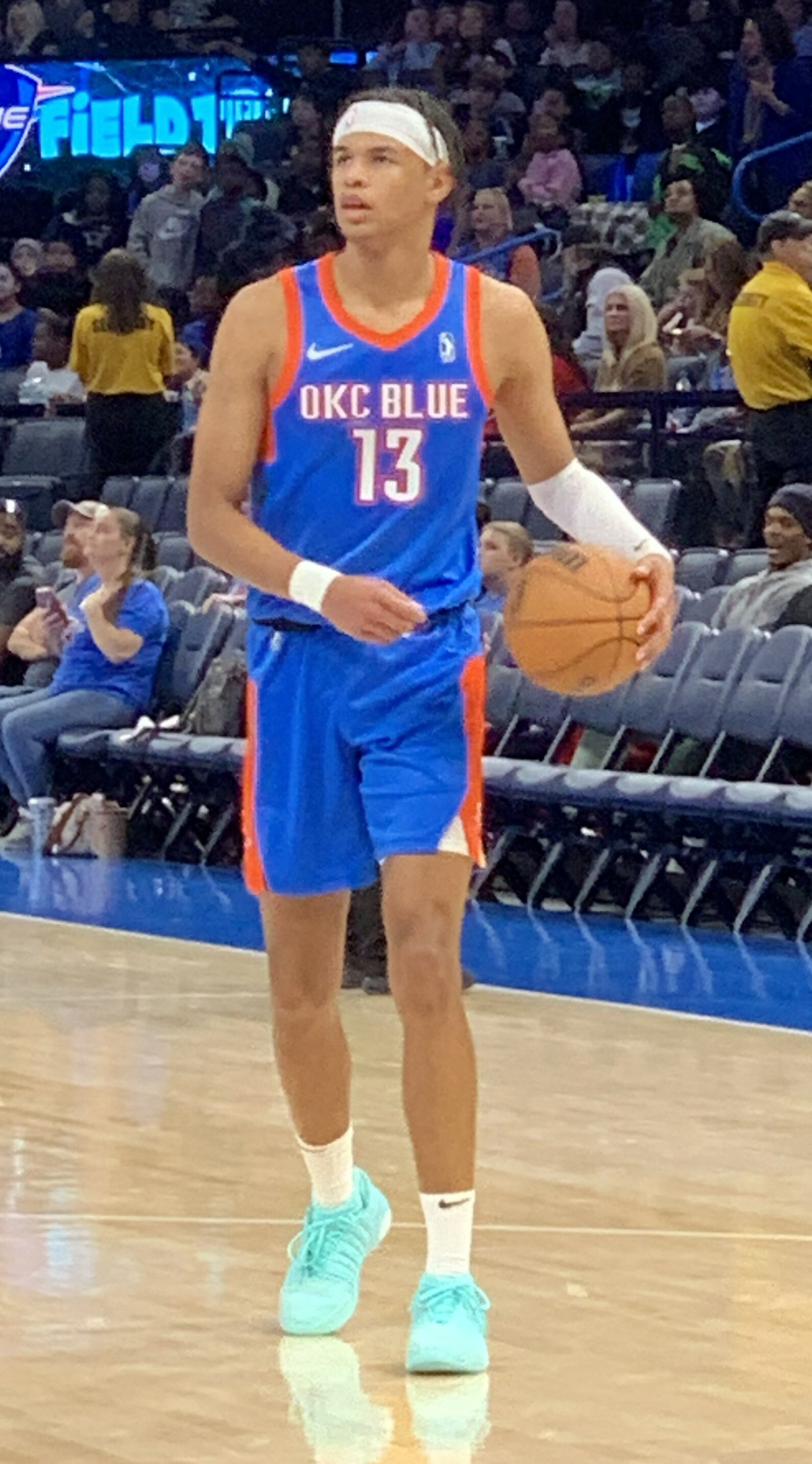
Ousmane Dieng, 2023.

Ousmane Dieng, född 21 maj 2003 i Villeneuve-sur-Lot, är en fransk professionell basketspelare (SF) som spelar för Oklahoma City Thunder i National Basketball Association (NBA).
Han draftades av New York Knicks i första rundan i 2022 års draft som elfte spelare totalt.